# Xenochlorodes petitaria
Xenochlorodes petitaria är en fjärilsart som beskrevs av Hugo Theodor Christoph 1887. Xenochlorodes petitaria ingår i släktet Xenochlorodes och familjen mätare. Inga underarter finns listade i Catalogue of Life.